# Dipartimento federale dell'ambiente, dei trasporti, dell'energia e delle comunicazioni
Il Dipartimento federale dell'ambiente, dei trasporti, dell'energia e delle comunicazioni (DATEC) è uno dei sette Dipartimenti (Ministeri) nel governo svizzero.
Albert Rösti (UDC) è a capo del dipartimento dal 1º gennaio 2023.

## Cambiamento di denominazione
- 1848 Dipartimento delle poste e dei lavori pubblici
- 1860 Dipartimento delle poste
- 1873 Dipartimento delle poste e dei telegrafi
- 1879 Dipartimento delle poste e delle ferrovie
- 1964 Dipartimento dei trasporti, delle comunicazioni e dell'energia
- 1979 Dipartimento federale dei trasporti, delle comunicazioni e dell'energia
- 1998 Dipartimento federale dell'ambiente, dei trasporti, dell'energia e delle comunicazioni

## Competenze
- Segreteria generale
- Ufficio federale dell'energia (UFE)
- Ufficio federale dell'ambiente (UFAM)
- Ufficio federale dei trasporti (UFT)
- Ufficio federale delle comunicazioni (UFCOM)
- Ufficio federale dell'aviazione civile (UFAC)
- Ufficio federale delle strade (USTRA)
- Ufficio federale dello sviluppo territoriale (dal 1º giugno 2000)
- Autorità di regolazione postale (PostReg)
- Autorità indipendente di ricorso in materia radiotelevisiva
- Commissione d'arbitrato in materia ferroviaria (CAF)
- Commissione federale delle comunicazioni (ComCom)
- Divisione principale della sicurezza degli impianti nucleari (DSN)
- Ispettorato federale degli impianti a corrente forte (ESTI)
- Ispettorato federale degli oleo- e gasodotti (IFO)
- Servizio d'inchiesta sugli infortuni dei trasporti pubblici
- Ufficio d'inchiesta sugli infortuni aeronautici

Fra le attività istituzionali della struttura vi è la promozione di programmi di pubblica utilità come quello, avviato nel 2005 e denominato Eco-Drive, che mira ad incoraggiare in Svizzera la guida ecologica, economica e sicura.

## Consiglieri federali a capo del dipartimento
| - 1848-1852: Wilhelm Matthias Naeff - 1853-1854: Josef Munzinger - 1855-1866: Wilhelm Matthias Naeff - 1867: Jakob Dubs - 1868: Jean-Jacques Challet-Venel - 1869: Jakob Dubs - 1870-1872: Jean-Jacques Challet-Venel - 1873-1875: Eugène Borel - 1876: Joachim Heer - 1877-1879: Emil Welti - 1880-1881: Simeon Bavier - 1882-1883: Emil Welti | - 1884: Adolf Deucher - 1885-1891: Emil Welti - 1892-1901: Josef Zemp - 1902: Robert Comtesse - 1903-1907: Josef Zemp - 1908-1911: Ludwig Forrer - 1912: Robert Comtesse - 1912: Louis Perrier - 1913-1917: Ludwig Forrer - 1918-1929: Robert Haab - 1930-1940: Marcel Pilet-Golaz - 1940-1950: Enrico Celio | - 1950-1954: Josef Escher - 1955-1959: Giuseppe Lepori - 1960-1965: Willy Spühler - 1966-1968: Rudolf Gnägi - 1968-1973: Roger Bonvin - 1974-1979: Willi Ritschard - 1980-1987: Leon Schlumpf - 1988-1995: Adolf Ogi - 1995-2010: Moritz Leuenberger - 2010-2018: Doris Leuthard - 2019-2022: Simonetta Sommaruga - 2023-: Albert Rösti |